# جهاد البلوي
جهاد مقبل البلوي لاعب كرة قدم سعودي ، يلعب كمدافع لعب سابقاً في نادي الذهب.